# Ama Dablam
Ama Dablam («el collar de la madre», de ama, 'madre', y dablam, 'el tradicional colgante doble con imágenes de los dioses usado por las mujeres sherpas' —el collar es el glaciar colgante—) es una montaña situada en la parte este del Himalaya nepalí. El pico principal se eleva 6812 m, mientras que la cima occidental alcanza los 5563 m. Es una montaña imponente y hermosa que mucha gente que visita el área considera la mejor de la región. El Ama Dablam domina el cielo oriental para cualquier persona senderista en el Himalaya.
En 1961 la expedición formada por los neozelandeses Mike Gill y Wally Romanes, el estadounidense Barry Bishop y el británico Mike Ward llevó a cabo la primera ascensión al Ama Dablam. La ascensión requiere un permiso oficial. La ruta normal de subida es la vía de la arista del sudoeste. Los escaladores establecen normalmente tres campamentos a lo largo de la arista, el campamento tres justo debajo y a la derecha del glaciar colgante (Dablam). El hielo que se desprende del glaciar, típicamente va hacia la izquierda, lejos del campamento. Como con el monte Everest, los mejores meses para escalarlo son abril-mayo (antes del monzón) y septiembre-octubre.

Ama Dablam
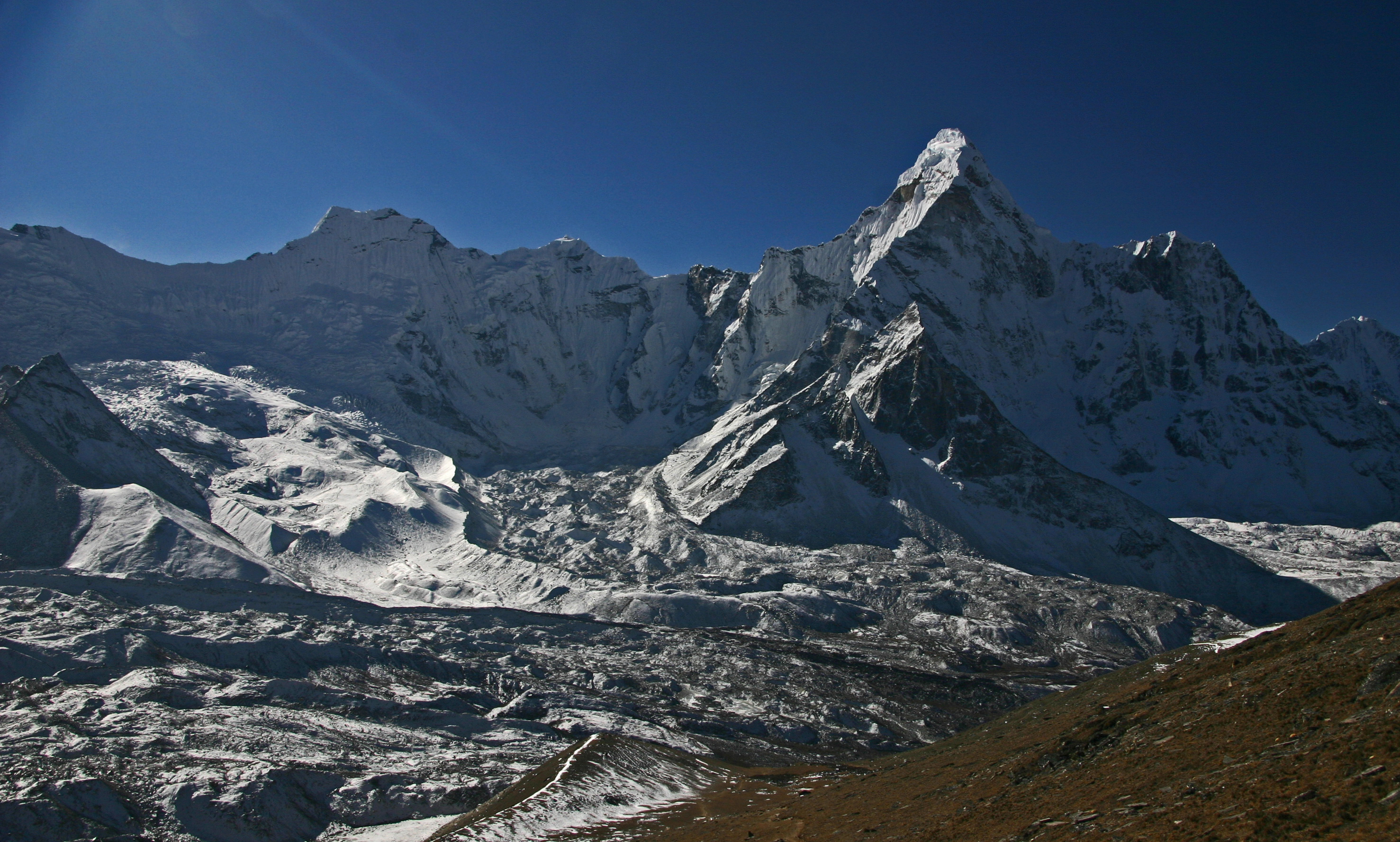
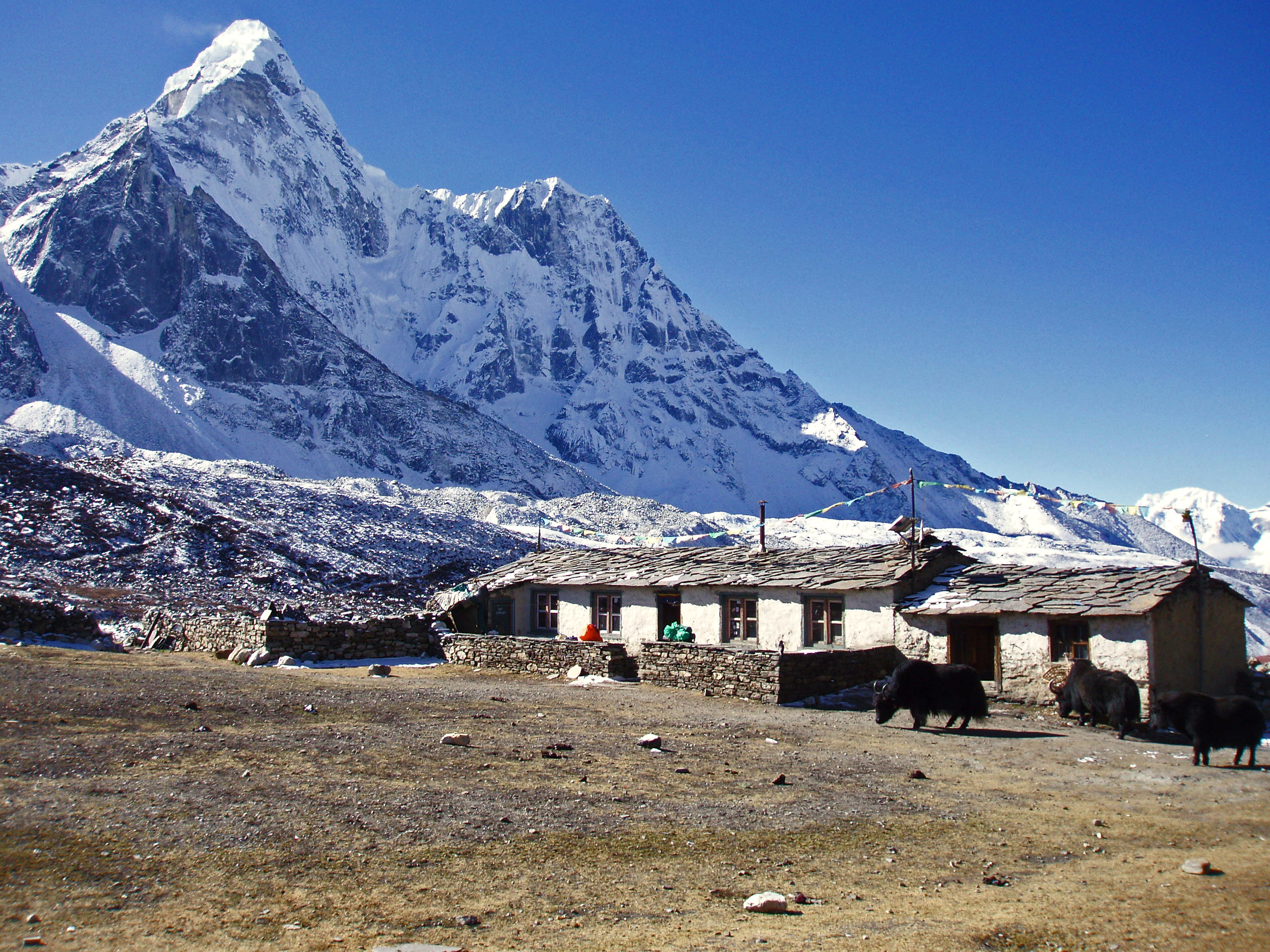
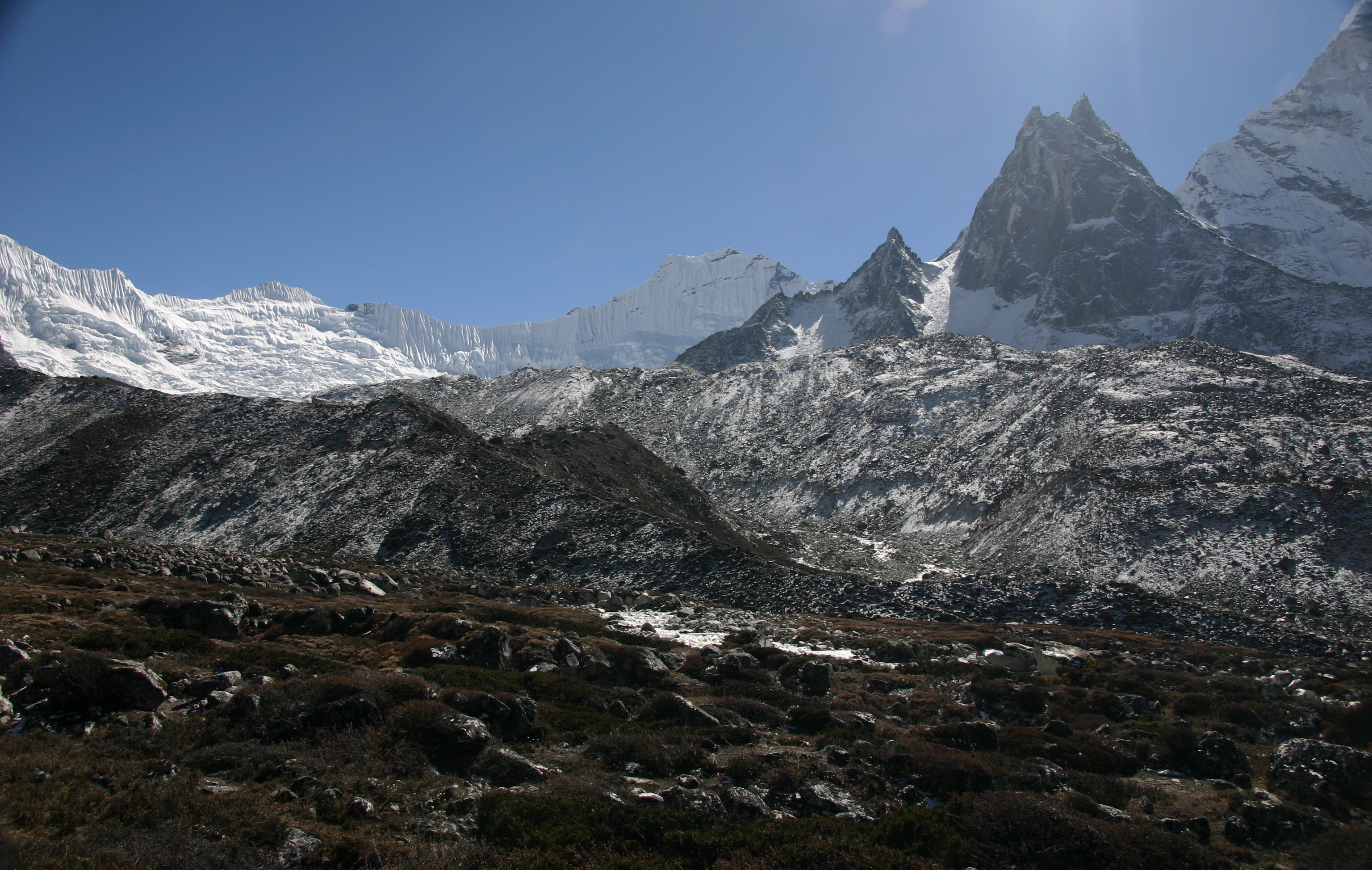
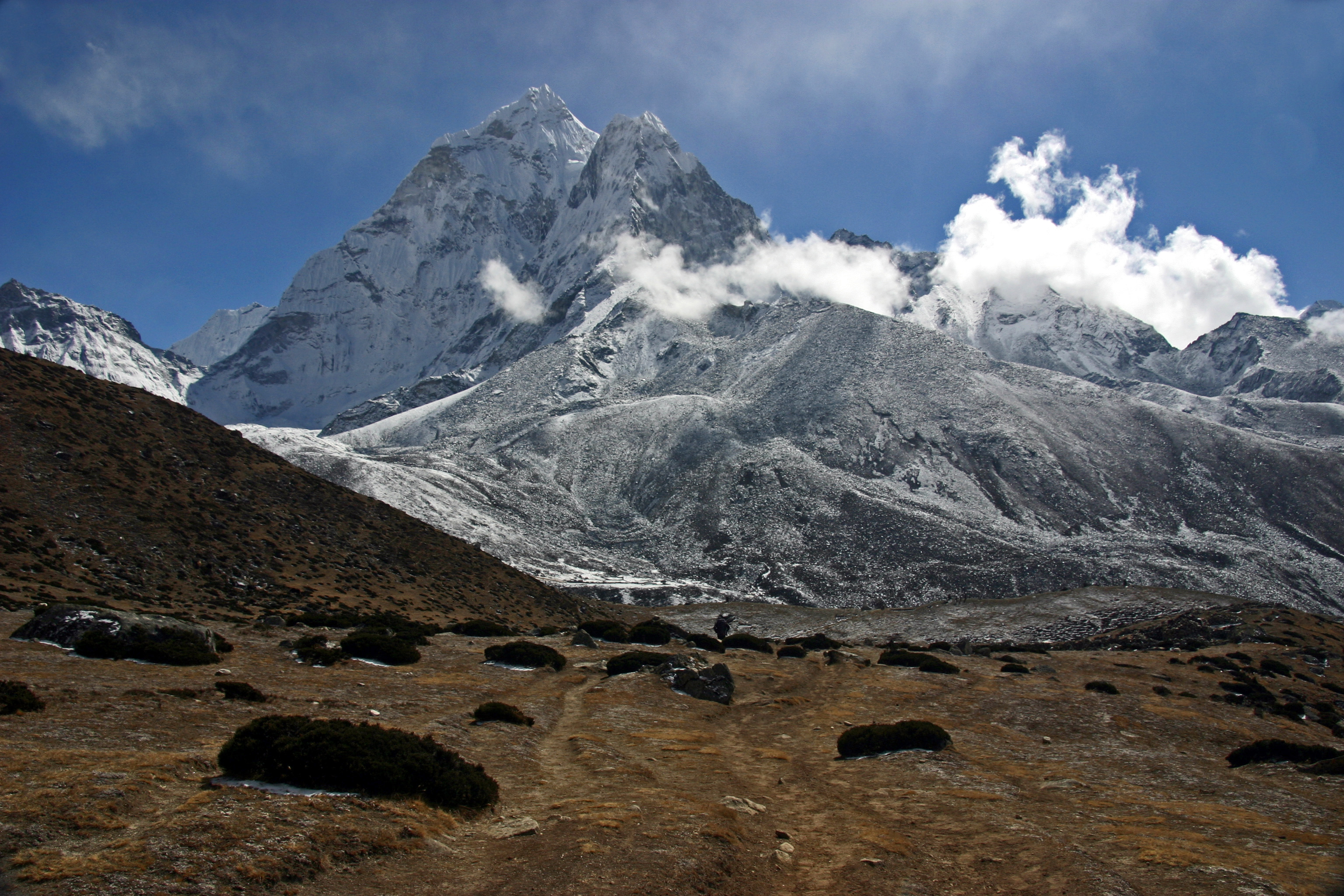
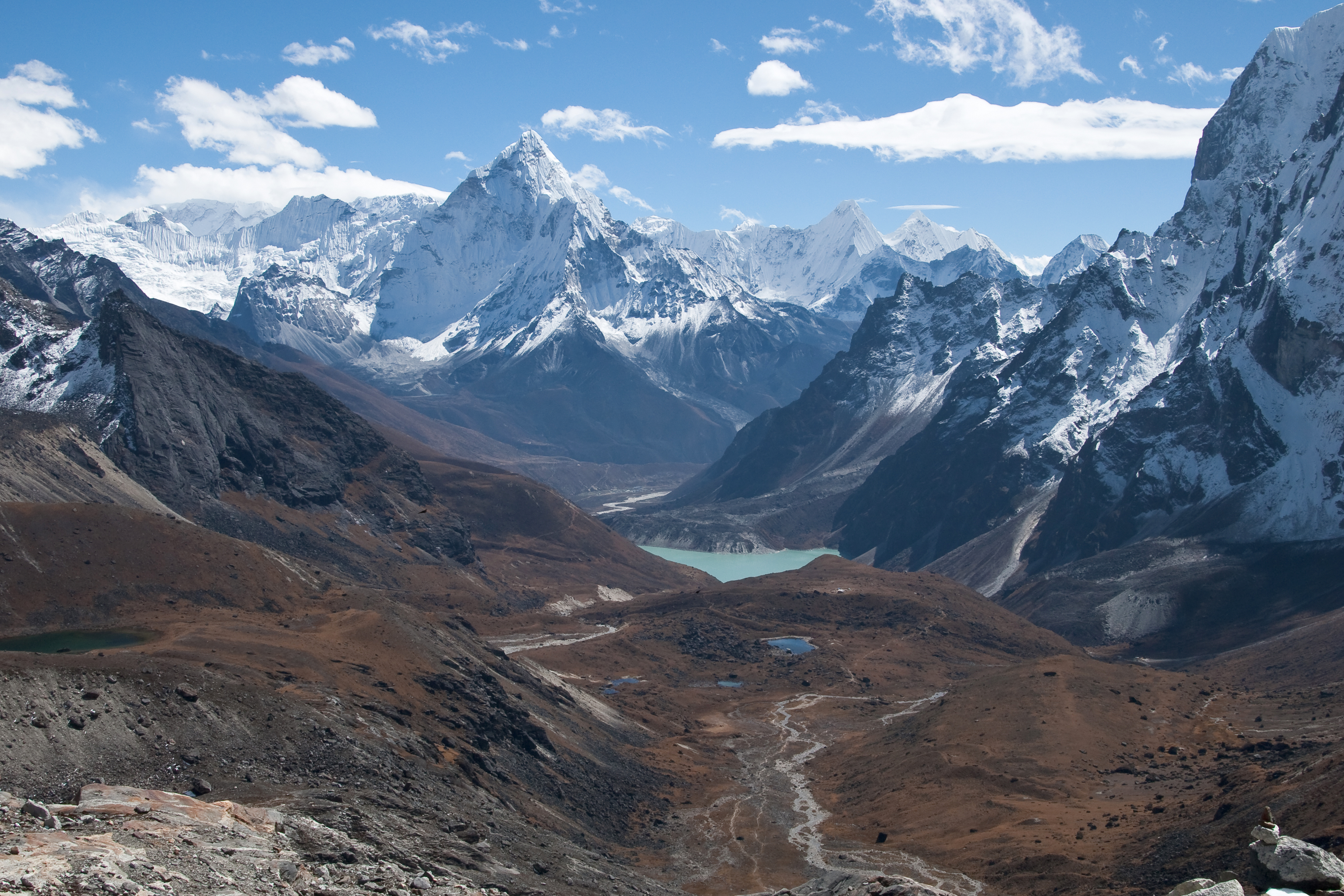
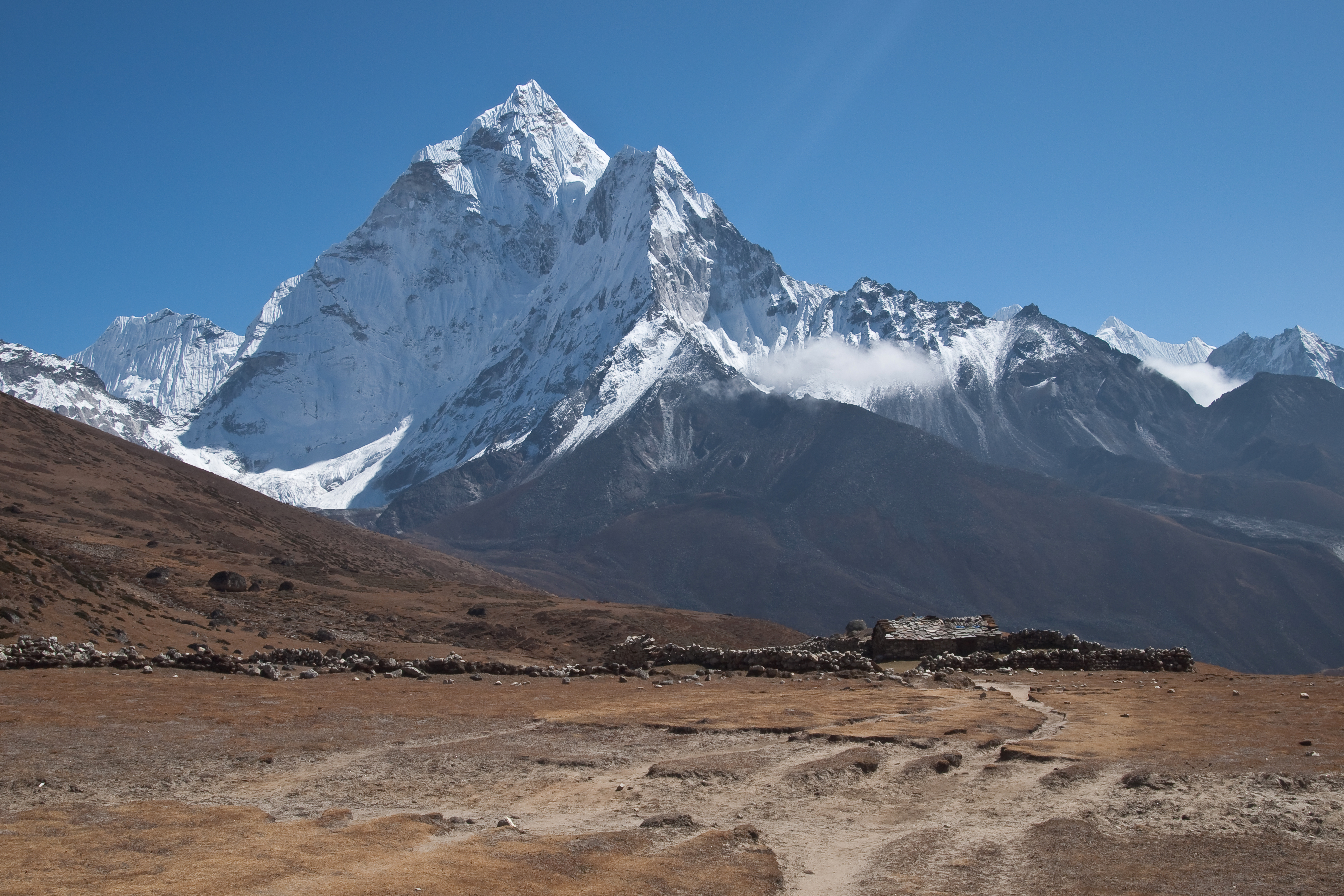

## Enlaces
- Ama Dablam
- Ama Dablam
- avalancha en el Ama Dablam
- Ascensión en Solitario al Ama Dablam
- VIDEO Ascensión al Ama Dablam
- FOTOS Ascensión al Ama Dablam (enlace roto disponible en Internet Archive; véase el historial, la primera versión y la última).

- Datos: Q451697
- Multimedia: Ama Dablam / Q451697